# Molophilus ampliatus
Molophilus ampliatus är en tvåvingeart som beskrevs av Alexander 1927. Molophilus ampliatus ingår i släktet Molophilus och familjen småharkrankar. Inga underarter finns listade i Catalogue of Life.